# 四川旌节花
四川旌节花（学名：Stachyurus szechuanensis）为旌节花科旌节花属下的一个种。其种加词“szechuanensis”意为“四川的”。